# Hilara pseudocornicula
Hilara pseudocornicula är en tvåvingeart som beskrevs av Gabriel Strobl 1909. I den svenska databasen Dyntaxa används istället namnet Hilara subpollinosa. Hilara pseudocornicula ingår i släktet Hilara och familjen dansflugor. Arten är reproducerande i Sverige. Inga underarter finns listade i Catalogue of Life.